# Rancho Calaveras
Rancho Calaveras – jednostka osadnicza w Stanach Zjednoczonych, w stanie Kalifornia, w hrabstwie Calaveras.